# Austromegabalanus psittacus

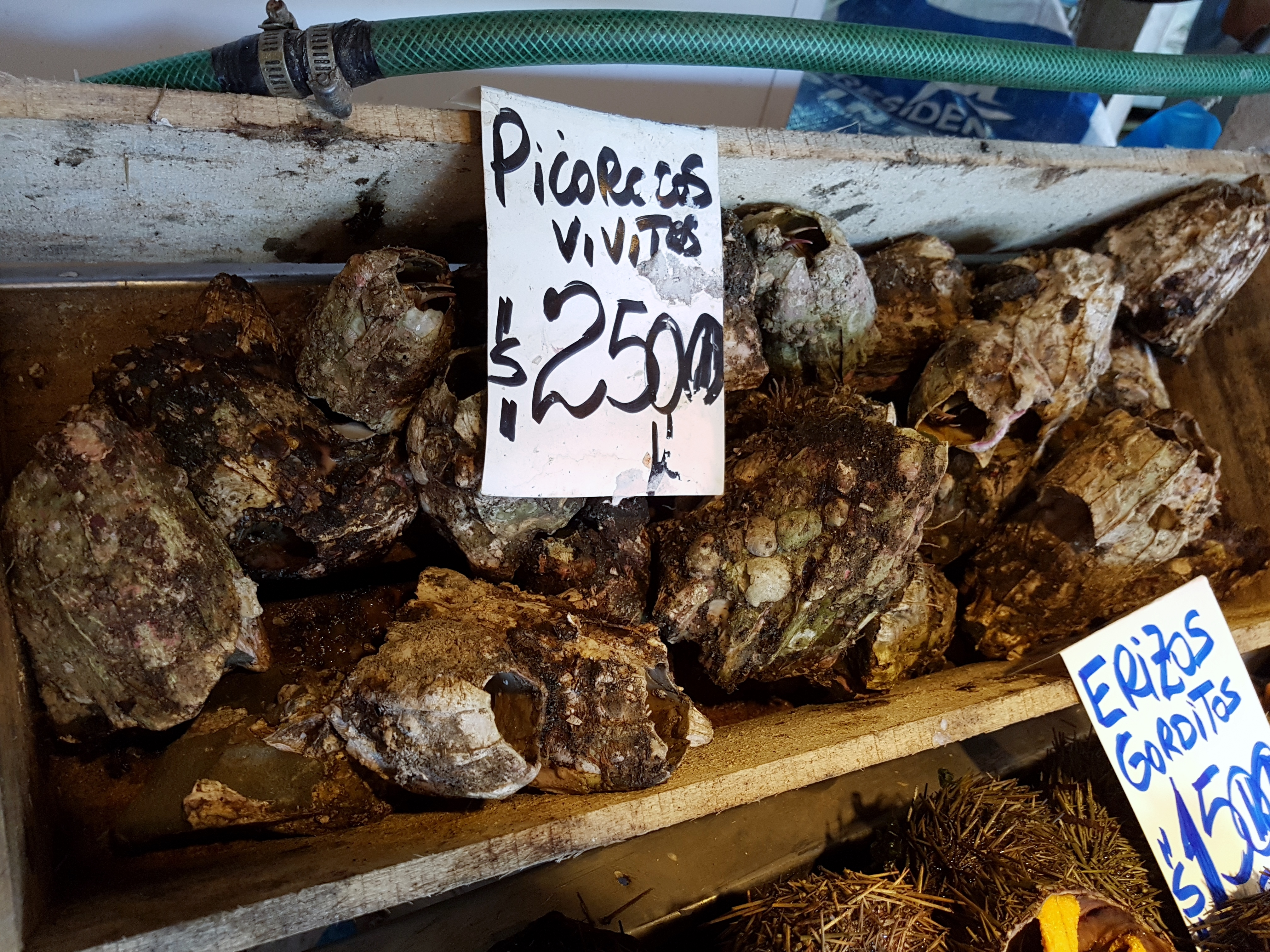
Des picorocos en vente au Mercado Central (marché central) de Santiago du Chili.

Picoroco
Espèce
Austromegabalanus psittacus, appelé picoroco en espagnol, est une espèce de crustacé cirripède marin comestible. C'est une balane géante qui vit fixée aux rochers. Son aire de répartition se limite à la zone intertidale le long de la côte de l'Argentine, du Chili et du sud du Pérou. Il peut atteindre 30 cm de hauteur et possède une coquille minéralisée composée de calcite. C'est un mets particulièrement apprécié dans la cuisine chilienne, notamment dans le curanto.